# Euploea indigofera
Euploea indigofera är en fjärilsart som beskrevs av Moore 1883. Euploea indigofera ingår i släktet Euploea och familjen praktfjärilar. Inga underarter finns listade i Catalogue of Life.